# Azorella compacta
Azorella compacta (anteriorment Azorella yareta) és una espècie de planta apiàcia que és planta nativa de l'ecosistema de la puna als Andes, al Perú, Bolívia, Xile, oest de l'Argentina, entre 3200 i 4500msnm. És una planta de fulla perenne. Les flors són rosades o de color lila, hermafrodites i és una planta autògama. Pot arribar a viure dos mil·lennis .

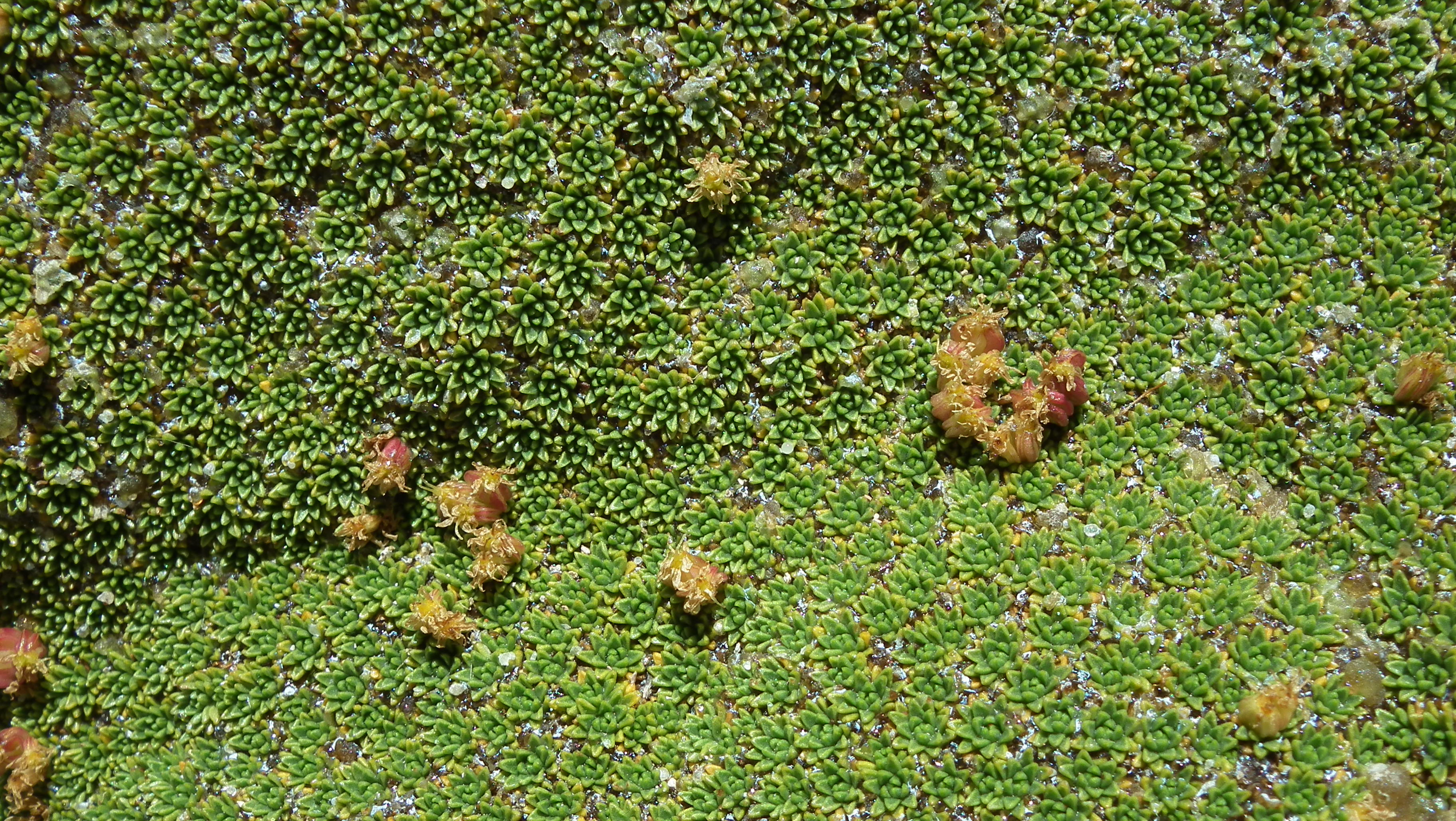
Superfície d'una Azorella compacta

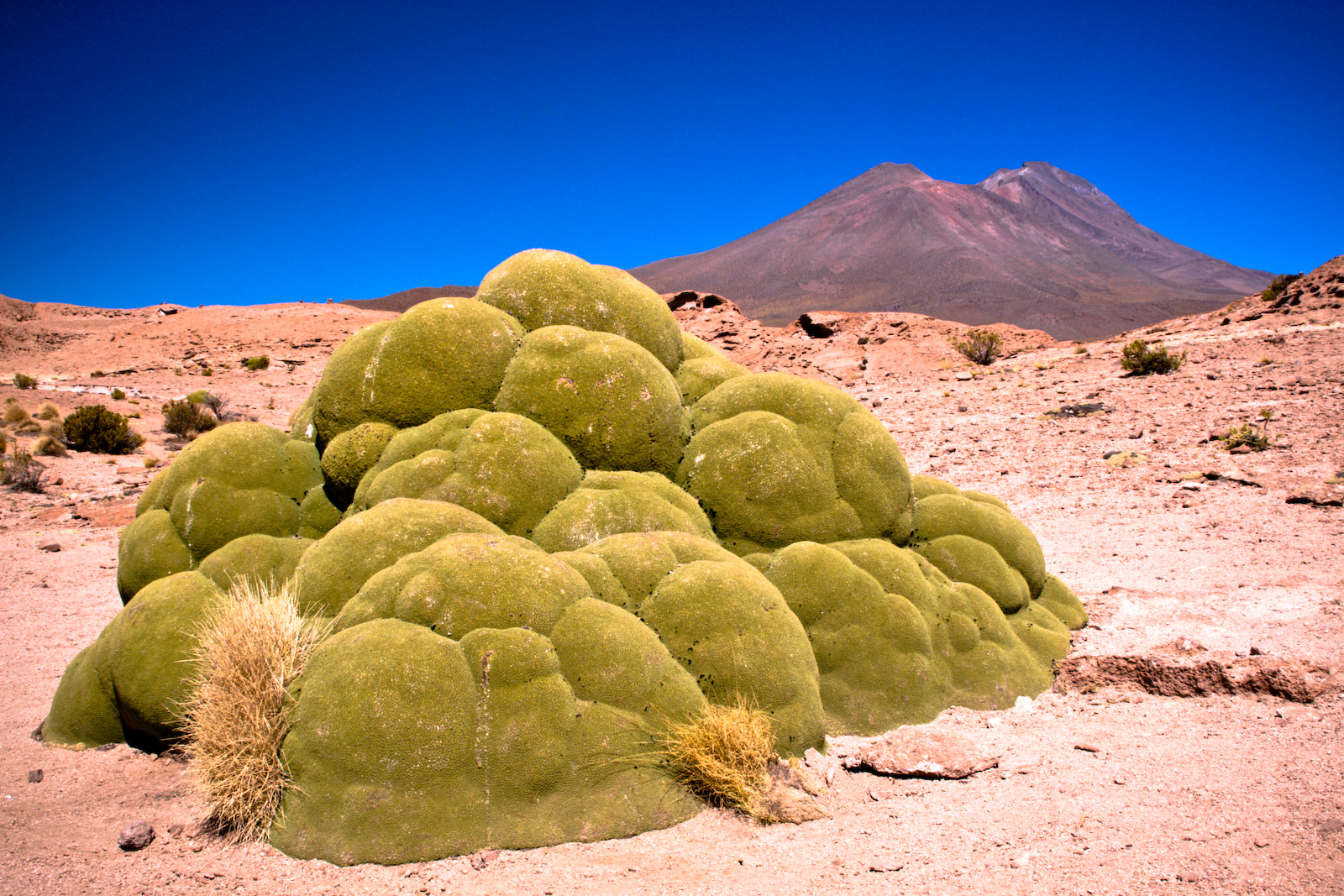
Yareta amb 3000 anys de vida